# Bia Lạc Giao
Bia Lạc Giao là một di tích lịch sử đã được xếp hạng. Bia nằm ở Trung tâm thành phố Buôn Ma Thuột Đắk Lắk, cách Ngã sáu Ban mê khoảng gần 1 km.

## Địa điểm
Bia Lạc Giao được dựng trong khuôn viên nhà triển lãm, dưới bóng cây đa cổ thụ với 4 gốc như một kiến trúc tự nhiên che chắn. Nơi đây ngày trước là đồn lính khố đỏ của Thực dân Pháp tại Buôn Ma Thuột. Sau khi Việt Nam giành được độc lập, người Pháp đã trở lại gây hấn và đánh chiếm Tây nguyên và Nam kỳ. 

## Lịch sử
Lúc ấy hàng ngàn người con ưu tú theo tiếng gọi của đất nước đã hành quân Nam tiến tiếp sức cho đồng bào miền Nam. Một trung đội quân Nam tiến đã vào với chiến trường Buôn Ma Thuột và đóng quân tại đây. Do bất ngờ bị quân Pháp trở mặt gây hấn, chúng tiến đánh vào dây khi trời chưa rạng sáng, lúc ấy trung đội quân Nam tiến vừa vào đến nơi đang nghỉ ngơi sau chặng đường dài vất vả. Do bị bất ngờ, trang bị và quân số thua kém nên dù đã chiến đấu rất anh dũng nhưng gần như toàn trung đội (Khoảng hơn 100 người) đều đã hi sinh.

## Tưởng nhớ
Tấm bia được dựng quân dân thành phố Buôn Ma thuột xây dựng để tưởng nhớ sự hy sinh anh dũng của các chiến sĩ nam tiến đã hi sinh vì độc lập tự do của Tổ quốc. Họ yên nghỉ vĩnh hằng ở mảnh đất Buôn Ma Thuột Tây nguyên khi còn rất trẻ. 